# Diverticolo di Kommerell
Il diverticolo di Kommerell consiste nella dilatazione aneurismatica dell'origine dell'arteria succlavia. Deve il suo nome al medico tedesco Burckhard Kommerell che lo riportò in una pubblicazione del 1936.

## Storia
Prima dell'articolo di Kommerell, il diverticolo era stato osservato come reperto autoptico da David Bayford nel 1735, che ne aveva fornito anche una prima descrizione clinica.

## Epidemiologia
È presente nel 60% dei pazienti che presentano un'arteria succlavia aberrante, condizione che si verifica in meno dell'1% della popolazione generale.

## Eziologia
Il diverticolo si presenta, anche se non sempre con manifestazioni cliniche evidenti, in numerose anomalie dell'arco aortico, soprattutto in caso di arco aortico destroposto con arteria succlavia sinistra aberrante. Può essere presente anche in caso di arco aortico normoposto con aorta discendente destroposta e in caso di arco aortico normoposto con arteria succlavia destra aberrante. Si può manifestare anche in caso di arco aortico doppio.

## Clinica
Tale condizione tende a essere asintomatica, ma può tuttavia comprimere l'esofago comportando disfagia intermittente per i solidi, classificata come lusoria, e può essere correlato a aterosclerosi precoce. Nei bambini può portare inoltre a dispnea e distress respiratorio qualora la compressione sia a livello della trachea. In caso di rottura del diverticolo l'esito è solitamente fatale, con una clinica del tutto sovrapponibile a quella della rottura di un aneurisma aortico.

## Diagnostica
Tale entità nosologica può essere osservata tramite semplice radiogramma del torace in caso di sintomi respiratori, ma può essere studiato anche tramite RMN cardiaca, ecocardiogramma e angiografia dell'aorta.
Una metodica più recente, Multidetector CT (MDCT), è utilizzata per il riconoscimento e lo studio di questa rara patologia.

## Trattamento
Il trattamento prevede l'intervento chirurgico, seppure le indicazioni per l'intervento e la strategie da seguire siano ancora controverse. La procedura chirurgica standard prevede la sostituzione dell'arco aortico e dell'aorta discendente mediante toracotomia anterolaterale con sternotomia parziale. L'arteria succlavia aberrante viene ricostruita.